# Oleksandriwka (Berdjansk)
Das Dorf Oleksandriwka (ukrainisch Олександрівка) im Rajon Berdjansk des Oblast Saporischschja geht auf das Dorf Alexandertal der Kolonie Molotschna zurück.

## Alexandertal
Der Ort wurde 1820 von Familien aus Westpreußen (Graudenz, Thorn) am Nordufer des Baches Tschokrak gegründet. Entlang des Flusses, bestanden zehn Höfe an jeder Straßenseite. Vier Bauernhöfe kamen 1822 dazu. Die Siedler hatten ein Eigenkapital 5872 Rubel, die Regierung unterstützte die Siedler mit 11.320 Rubel Darlehen. Die ersten Jahre waren schwer aber dann wurden die Erdhütten durch Häuser ersetzt. In der Dorfmitte befand sich eine Schule, am westlichen Ende eine Kirche der Mennonitenbrüder. Es gab auch eine Windmühle, eine dampfbetriebene Mühle und eine Baumschule. Die Kirche der Mennonitenbrüder wurde abgerissen.

## Dorfschule Alexandertal
Die Schule lag in der Dorfmitte und ist parallel zur Straße ausgerichtet. Vermutlich entstand das Gebäude 1861 in einer Gemeinschaftsleistung. Die Fundamente stammen aus einem nahegelegenen Steinbruch, der Kalk aus Ziegeleien aus Altonau, die Dachziegel aus Ohrloff. Das Gebäude der Schule ist erhalten.

## Elisabettal
Elisabettal wurde 1823 am Nordufer des Tschokrak gegründet und nach Zarin Elisabeth benannt. Die Höfe lagen beiderseits der Hauptstraße, die parallel zum Fluss verlief. Anfangs siedelten hier 22 flämische Mennonitenfamilie, dann kamen noch drei weitere hinzu. Eine Querstraße markiert die Dorfmitte und führt weiter zum Friedhof. Das Dorf hatte, wie andere in der Kolonie, einen schwierigen Anfang, Als erste Unterkünfte dienten Erdhütten, die bald durch feste Häuser ersetzt wurden. Es gab zwei Windmühlen und eine Ziegelfabrik. 1913 lebten hier 436 Menschen. Während des Bürgerkriegs wurden einige Bewohner erschossen, viele starben an Typhus. In den 1930ern wurde der Ort kollektiviert. Nur wenige Bauten der Mennoniten sind erhalten.